# عادل رزاقي
عادل رزاقي (ولد في 1979) هو لاعب كرة قدم مغربي يلعب كحارس مرمى. يلعب حاليا لصالح النادي القنيطري. في 18 ديسمبر 2007، تم اختياره للمنتخب المغربي من قبل هنري ميشيل للمشاركة في كأس الأمم الأفريقية لكرة القدم 2008.

## روابط خارجية
- عادل رزاقي على موقع قاعدة بيانات كرة القدم.إي يو (الإنجليزية)